# Molophilus (Molophilus) haagi
Molophilus (Molophilus) haagi is een tweevleugelige uit de familie steltmuggen (Limoniidae). De soort komt voor in het Neotropisch gebied.